# Kasumbalesa
Kasumbalesa, auch Kasile, ist ein kleiner Ort, der durch die Staatsgrenze zwischen der Demokratischen Republik Kongo und Sambia geteilt wird.

## Geografie
Kasumbalesa liegt etwa 96 Kilometer von Lubumbashi entfernt und hat etwa 4.000 Einwohner.

## Verkehr
Kasumbalesa bildet so zwei Orte, zwei Grenzposten, die vor allem als Ende der Schienennetze der Zambia Railways und der Société Nationale des Chemins de fer du Congo genannt werden.
Auch die Straße von Lubumbashi nach Kitwe führt durch den Ort.

## Geschichte
Am 2. Juli 1987 ereignete sich an einem Bahnübergang bei Kasumbalesa ein schwerer Eisenbahnunfall: Ein Lkw fuhr einem Personenzug in die Flanke und kippte dessen ersten Wagen um, der wiederum zwei weitere Wagen nach sich zum Entgleisen brachte. 128 Menschen starben.